# Pseudocyclops arguinensis
Pseudocyclops arguinensis is een eenoogkreeftjessoort uit de familie van de Pseudocyclopidae. De wetenschappelijke naam van de soort is voor het eerst geldig gepubliceerd in 1986 door Andronov.